# アリエル (タレント)
アリエル（Ariel、1997年7月27日 - ）は、日本のタレント、ファッションモデル。アリエル バコウスキーとしても活動することもある。

## 経歴・人物
日本人とカナダ人のハーフ。ファッションモデルとしてデビューし、シュガーアンドスパイスに所属。カタログ、雑誌、スチールなど多数担当している。また、テレビ東京で放送された『おはスタ・ムッシータウン』のコーナー「クールな英語」にアリエル先生役、世界の鳴き声を担当。さらに、2010年4月から毎週水曜日に放送されたテレビ東京の『のりスタピッピー!』のエンディングに出演した。
2012年2月9日から2013年12月まで、女子3人組ユニット『からっと☆』のメンバーとして活動した。
桜花学園大学学芸学部の、2013年度 女子高校生対象 英語ストリーテリング・コンテストでEntertainment Prizeを受賞した。

## 主な出演作品

### テレビ番組
- 英語であそぼ「音楽のコーナー」（NHK教育）
- 日曜ビッグバラエティ「和風検定」（2007年11月4日、テレビ東京）
- 和風総本家（テレビ大阪・テレビ東京）
- おはスタ「第1部・ムッシータウン」（2009年4月 - 2010年、テレビ東京）
- 時々迷々「第20話・わたしは歌手になりたい」（2010年4月上旬、NHK教育）
- のりスタピッピー!（2010年4月 - 、テレビ東京）
- run for money 逃走中（2011年3月6日、フジテレビ）
- PS純金 (中京TV) - DJ KOOと食レポを担当
- オードリーさん、ぜひ会ってほしい人がいるんです。- 日本唐揚協会公認アイドル「からっと☆」として登場（2012年6月30日、中京テレビ）

### ナレーション
- 関西電力「グループ企業」
- 5分アニメ・パイロット版（NHK）

### CM
- セキスイハイム東海
- ららやランドセル
- ノーリツ「エコ*リラ*キレイ」

### DVD
- 宇宙開発事業団「国際宇宙ステーション広報ソフト」
- 大京「ライオンズプラザ多摩センター」
- TDKスコア「セイハ英語学院」

## スチール
- エイムクリエイツ「七五三」
- theory petit